# Эффект масштаба
Эффе́кт масшта́ба (англ. economies of scale) — снижение затрат на единицу продукции при укрупнении производства, связано с изменением стоимости единицы продукции в зависимости от масштабов её производства в долгосрочном периоде.
Экономией на масштабе могут воспользоваться компании любого размера, увеличив объём своей операционной деятельности. Наиболее распространёнными методами являются закупки (получение оптовых скидок), менеджмент (используется специализация менеджеров), финансы (получение менее дорогих кредитов), маркетинг (распространение затрат на рекламу для большего ассортимента продукции). Использование любого из этих факторов снижает долгосрочные средние затраты (англ. long run average cost, LRAC) сдвигая на графике вниз и вправо кривую краткосрочных средних затрат (англ. short-run average total cost, SRATC).

## Определение
Согласно К.Р. Макконнеллу и С.Л. Брю эффект масштаба — это экономия, связанная с ростом производства, когда в долгосрочном периоде снижаются средние издержки производства по мере увеличения выпуска объёма продукции предприятия.
Согласно Британнике эффект масштаба — это зависимость между размером завода или отрасли и минимально возможной себестоимостью продукта.
Согласно БРЭ эффект масштаба — это изменение соотношения между затратами и выпуском продукции предприятия, отрасли или национальной экономики при увеличении объёма деятельности

## Положительный эффект от масштаба
Происходит, когда при увеличении количества выпускаемой продукции и уровня влияния на рынке затраты на единицу продукции уменьшаются. Обычно связан с углублением разделения труда и может рассматриваться как последствие синергии. Благодаря этому эффекту очень выгодным оказался переход от ручного труда к мануфактуре и затем к конвейеру с одновременным увеличением производства. Также появляется возможность применения дорогостоящих технологий и производства побочных продуктов из отходов.
В модели, когда издержки делятся на постоянные и переменные, положительный эффект от масштаба описывается уменьшением величины постоянных издержек в единице продукции с сохранением того же количества переменных издержек при увеличении количества производимой продукции:
{\displaystyle c={\frac {TFC}{Q}}+AVC}
где с — себестоимость единицы продукции; TFC — общая величина постоянных издержек; Q — количество выпускаемой продукции; AVC — средние переменные издержки.
Пока наблюдается положительный эффект от масштаба — предприятию следует не наращивать свои производственные мощности, если конъюнктура рынка не позволяет.

### Специализация в международной торговле
Положительный эффект масштаба приводится в качестве предпосылки того, почему двум странам выгодно торговать между собой. В случае, если есть всего две страны и два товара и каждая из стран специализируется на выпуске одного продукта — то, обмениваясь, каждая из них может выйти за рамки своей кривой производственных возможностей.

## Отрицательный эффект от масштаба
Обратный положительному эффект, при котором средние издержки увеличиваются вместе с ростом предприятия. Связывается с некоторой потерей управляемости и снижением гибкости реакции на изменения во внешней среде, нарастанием внутриорганизационных противоречий. Наблюдается из-за технических причин при добыче полезных ископаемых, связан с тем, что извлечь каждую последующую тонну угля или баррель нефти из-под земли сложнее, чем предыдущую. Аналогичный эффект наблюдается в сельском хозяйстве в силу того, что земли, удобные для выращивания культур, заканчиваются, и производитель вынужден переходить на менее подготовленные для этого участки.